# كافور (إيطاليا)
كافور ( النطق الإيطالي: ‎[kaˈvur]‏ ؛ من أصل بييمونتي ، كافور [كاير] ؛ (باللاتينية: Caburrum)‏ ) هي بلدية في مدينة تورينو الحضرية، في منطقة بيمنتة الإيطالية، وتقع على بعد حوالي 40 كيلومتر (25 ميل) جنوب غرب تورينو .
توجد كافور على حدود البلديات التالية: Macello و Vigone و Bricherasio و Garzigliana و Villafranca Piemonte و Campiglione-Fenile و Bibiana و Bagnolo Piemonte و Barge .

## التاريخ

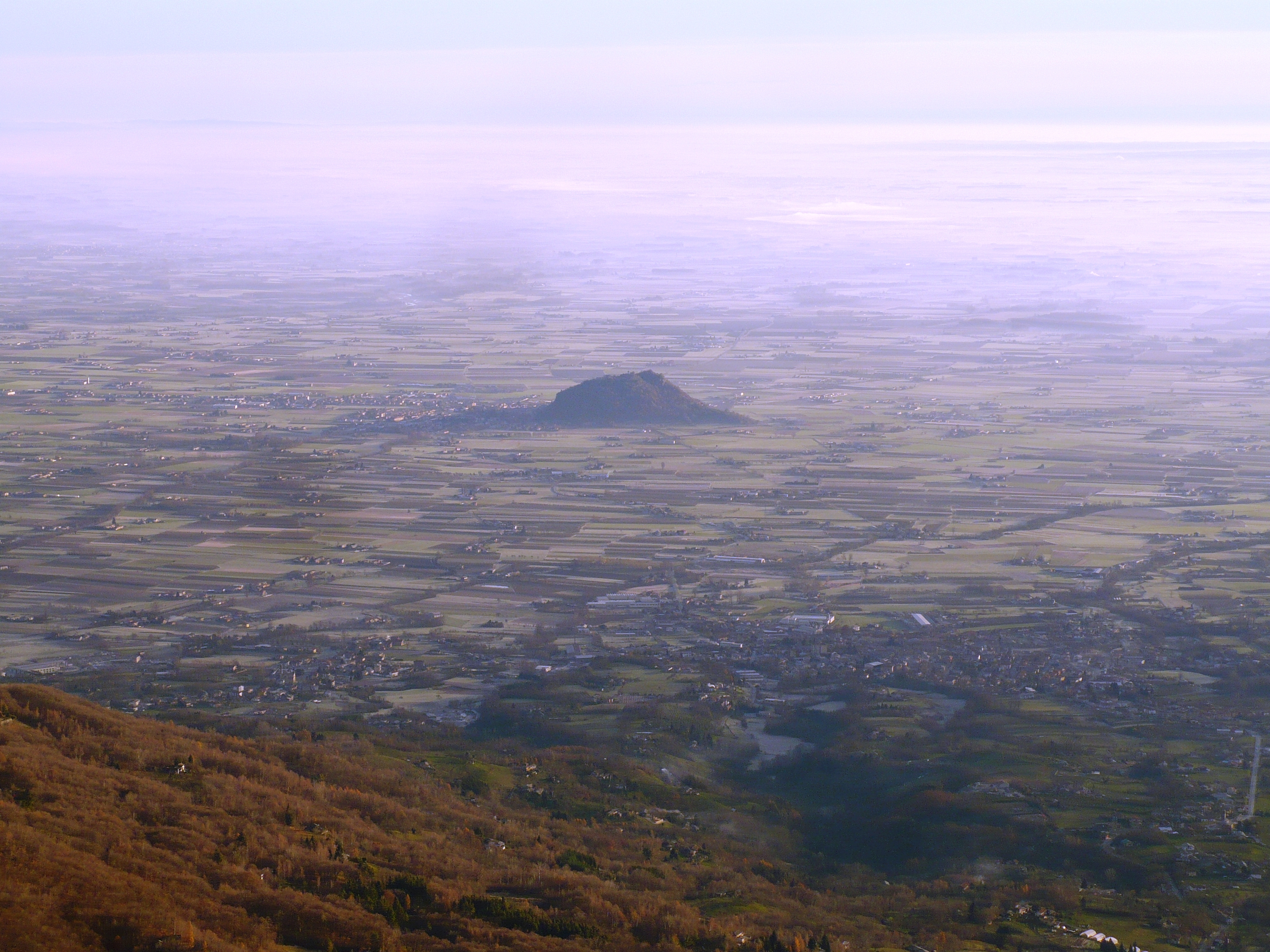
روكا دي كافور من روكاس.

كان اسمها الروماني القديم Caburrum أو Forum Vibii . تقع كافور على الجانب الشمالي من كتلة ضخمة معزولة من الجرانيت ( روكا دي كافور ) وترتفع من السهل. على القمة كانت القرية الرومانية التي تنتمي إلى مقاطعة ألب كوتا. هناك بعض أنقاض التحصينات في العصور الوسطى. أعطت المدينة اسمها لعائلة بينسو من تشييري ، الذين نشأوا في عام 1771 ، وكان رجل الدولة كافور عضوًا فيها.

## الناس
- كاميلو بينسو ، كونتي دي كافور
- ماورو بيكوتو